# 和平医院駅
和平医院駅（わへいいいんえき、中国語：和平医院站、英語：Heping yiyuan Station）は河北省石家庄市橋西区にある石家荘地下鉄1号線の駅。2017年6月26日に、1号線の開業とともに供用開始された。

## 位置
和平医院駅は石家荘市橋西区の中山西路と友誼南大街の交差点にある。

## 駅構造
島式ホーム1面2線の地下駅。
| 地上     | 出入口     | A、B、C、D出入口                       |
| 地下一階 | 駅ロビー   | 券売機                                 |
| 地下二階 | 線路       | ■1号線 西王方面 （次の駅：長城橋駅）   |
| 地下二階 | 島式ホーム |                                        |
| 地下二階 | 線路       | ■1号線 福沢方面 （次の駅：烈士陵園駅） |

## 出入口
出入口は4つ使用されている。
| 出入口番号 | 出入口がある場所、その周辺                                   |
| ---------- | ------------------------------------------------------------ |
| 出口 · A   | 中山西路（北側）、友誼南大街（東側）、石家庄市第十九中学     |
| 出口 · B   | 中山西路（南側）、友誼南大街（東側）、河北省法学会、天安小区 |
| 出口 · C   | 中山西路（南側）、友誼南大街（西側）、白求恩国際和平医院     |
| 出口 · D   | 中山西路（北側）、友誼南大街（西側）、八一幼児園             |

## 隣の駅
石家荘地下鉄
■1号線
長城橋駅 - 和平医院駅 - 烈士陵園駅